# AAPT Championships 1999 - Qualificazioni singolare
Le qualificazioni del singolare  dell'AAPT Championships 1999 sono state un torneo di tennis preliminare per accedere alla fase finale della manifestazione. I vincitori dell'ultimo turno sono entrati di diritto nel tabellone principale. In caso di ritiro di uno o più giocatori aventi diritto a questi sono subentrati i lucky loser, ossia i giocatori che hanno perso nell'ultimo turno ma che avevano una classifica più alta rispetto agli altri partecipanti che avevano comunque perso nel turno finale.
Le qualificazioni del torneo AAPT Championships 1999 prevedevano 32 partecipanti di cui 4 sono entrati nel tabellone principale.

## Teste di serie
1. Mikael Tillström (Qualificato)
2. Sébastien Grosjean (Qualificato)
3. Nicolás Lapentti (primo turno)
4. Brett Steven (ultimo turno)

1. Stefan Koubek (primo turno)
2. Oliver Gross (Qualificato)
3. Arnaud Clément (ultimo turno)
4. Michael Kohlmann (secondo turno)

## Qualificati
1. Mikael Tillström
2. Sébastien Grosjean

1. Takao Suzuki
2. Oliver Gross

## Tabellone

### Legenda
| - Q = Qualificato - WC = Wild card - LL = Lucky loser | - ALT = Alternate - SE = Special Exempt - PR = Protected Ranking | - w/o = Walkover - r = Ritirato - d = Squalificato |

### Sezione 1
|  | Primo turno     | Primo turno      | Primo turno      | Primo turno | Primo turno |  |  | Secondo turno | Secondo turno    | Secondo turno    | Secondo turno | Secondo turno |   |   | Ultimo turno | Ultimo turno     | Ultimo turno     | Ultimo turno | Ultimo turno |  |
|  |                 |                  |                  |             |             |  |  |               |                  |                  |               |               |   |   |              |                  |                  |              |              |  |
|  | 1               | Mikael Tillström | Mikael Tillström | 6           | 6           |  |  |               |                  |                  |               |               |   |   |              |                  |                  |              |              |  |
|  |                 | Tim Crichton     | Tim Crichton     | 2           | 2           |  |  | 1             | Mikael Tillström | Mikael Tillström | 7             | 6             |   |   |              |                  |                  |              |              |  |
|  | Peter Tramacchi | Peter Tramacchi  | Peter Tramacchi  | 6           | 6           |  |  |               | Peter Tramacchi  | Peter Tramacchi  | 5             | 2             |   |   |              |                  |                  |              |              |  |
|  | Christian Vinck | Christian Vinck  | Christian Vinck  | 3           | 2           |  |  |               |                  |                  |               |               |   |   | 1            | Mikael Tillström | Mikael Tillström | 7            | 7            |  |
|  | Wayne Arthurs   | Wayne Arthurs    | Wayne Arthurs    | 6           | 6           |  |  |               |                  |                  | Wayne Arthurs | Wayne Arthurs | 6 | 5 |              |                  |                  |              |              |  |
|  | David Adams     | David Adams      | David Adams      | 3           | 2           |  |  |               | Wayne Arthurs    | Wayne Arthurs    | 7             | 6             |   |   |              |                  |                  |              |              |  |
|  | 8               | Michael Kohlmann | 7                | 3           | 7           |  |  | 8             | Michael Kohlmann | Michael Kohlmann | 5             | 4             |   |   |              |                  |                  |              |              |  |
|  |                 | Dejan Petrović   | 6                | 6           | 6           |  |  |               |                  |                  |               |               |   |   |              |                  |                  |              |              |  |

### Sezione 2
|  | Primo turno        | Primo turno        | Primo turno        | Primo turno | Primo turno |  |  | Secondo turno | Secondo turno      | Secondo turno      | Secondo turno  | Secondo turno  |   |   | Ultimo turno | Ultimo turno       | Ultimo turno       | Ultimo turno | Ultimo turno |  |
|  |                    |                    |                    |             |             |  |  |               |                    |                    |                |                |   |   |              |                    |                    |              |              |  |
|  | 2                  | Sébastien Grosjean | Sébastien Grosjean | 6           | 6           |  |  |               |                    |                    |                |                |   |   |              |                    |                    |              |              |  |
|  |                    | Francisco Costa    | Francisco Costa    | 3           | 3           |  |  | 2             | Sébastien Grosjean | Sébastien Grosjean | 6              | 6              |   |   |              |                    |                    |              |              |  |
|  | Luis Morejon       | Luis Morejon       | Luis Morejon       | 7           | 6           |  |  |               | Luis Morejon       | Luis Morejon       | 1              | 4              |   |   |              |                    |                    |              |              |  |
|  | Domenic Marafiote  | Domenic Marafiote  | Domenic Marafiote  | 6           | 1           |  |  |               |                    |                    |                |                |   |   | 2            | Sébastien Grosjean | Sébastien Grosjean | 6            | 7            |  |
|  | Andrew Florent     | Andrew Florent     | 6                  | 4           | 6           |  |  |               |                    | 7                  | Arnaud Clément | Arnaud Clément | 4 | 5 |              |                    |                    |              |              |  |
|  | Matthew Fitzgerald | Matthew Fitzgerald | 4                  | 6           | 2           |  |  |               | Andrew Florent     | Andrew Florent     | 0              | 3              |   |   |              |                    |                    |              |              |  |
|  | 7                  | Arnaud Clément     | Arnaud Clément     | 6           | 7           |  |  | 7             | Arnaud Clément     | Arnaud Clément     | 6              | 6              |   |   |              |                    |                    |              |              |  |
|  |                    | Sebastien Swierk   | Sebastien Swierk   | 4           | 5           |  |  |               |                    |                    |                |                |   |   |              |                    |                    |              |              |  |

### Sezione 3
|  | Primo turno        | Primo turno        | Primo turno        | Primo turno | Primo turno |  |  | Secondo turno | Secondo turno | Secondo turno | Secondo turno | Secondo turno |   |   | Ultimo turno | Ultimo turno | Ultimo turno | Ultimo turno | Ultimo turno |  |
|  |                    |                    |                    |             |             |  |  |               |               |               |               |               |   |   |              |              |              |              |              |  |
|  |                    | Joan Balcells      | 6                  | 1           | 7           |  |  |               |               |               |               |               |   |   |              |              |              |              |              |  |
|  | 3                  | Nicolás Lapentti   | 4                  | 6           | 6           |  |  | Joan Balcells | Joan Balcells | Joan Balcells | 6             | 4             |   |   |              |              |              |              |              |  |
|  | Takao Suzuki       | Takao Suzuki       | Takao Suzuki       | 6           | 6           |  |  | Takao Suzuki  | Takao Suzuki  | Takao Suzuki  | 7             | 6             |   |   |              |              |              |              |              |  |
|  | Ricardo Schlachter | Ricardo Schlachter | Ricardo Schlachter | 1           | 3           |  |  |               |               |               |               |               |   |   | Takao Suzuki | Takao Suzuki | 6            | 6            | 6            |  |
|  | Jordan Kerr        | Jordan Kerr        | Jordan Kerr        | 6           | 6           |  |  |               |               | Nicklas Kulti | Nicklas Kulti | 7             | 4 | 4 |              |              |              |              |              |  |
|  | Todd Perry         | Todd Perry         | Todd Perry         | 3           | 4           |  |  | Jordan Kerr   | Jordan Kerr   | Jordan Kerr   | 3             | 2             |   |   |              |              |              |              |              |  |
|  |                    | Nicklas Kulti      | Nicklas Kulti      | 6           | 6           |  |  | Nicklas Kulti | Nicklas Kulti | Nicklas Kulti | 6             | 6             |   |   |              |              |              |              |              |  |
|  | 5                  | Stefan Koubek      | Stefan Koubek      | 2           | 4           |  |  |               |               |               |               |               |   |   |              |              |              |              |              |  |

### Sezione 4
|  | Primo turno      | Primo turno      | Primo turno      | Primo turno | Primo turno |  |  | Secondo turno | Secondo turno  | Secondo turno  | Secondo turno | Secondo turno |   |   | Ultimo turno | Ultimo turno | Ultimo turno | Ultimo turno | Ultimo turno |  |
|  |                  |                  |                  |             |             |  |  |               |                |                |               |               |   |   |              |              |              |              |              |  |
|  | 4                | Brett Steven     | Brett Steven     | 6           | 6           |  |  |               |                |                |               |               |   |   |              |              |              |              |              |  |
|  |                  | Dirk Dier        | Dirk Dier        | 4           | 0           |  |  | 4             | Brett Steven   | 6              | 3             | 6             |   |   |              |              |              |              |              |  |
|  | Sandon Stolle    | Sandon Stolle    | Sandon Stolle    | 6           | 7           |  |  |               | Sandon Stolle  | 3              | 6             | 3             |   |   |              |              |              |              |              |  |
|  | Wolfgang Schranz | Wolfgang Schranz | Wolfgang Schranz | 1           | 5           |  |  |               |                |                |               |               |   |   | 4            | Brett Steven | Brett Steven | 2            | 3            |  |
|  | Paul Goldstein   | Paul Goldstein   | Paul Goldstein   | 6           | 6           |  |  |               |                | 6              | Oliver Gross  | Oliver Gross  | 6 | 6 |              |              |              |              |              |  |
|  | Josh Tuckfield   | Josh Tuckfield   | Josh Tuckfield   | 2           | 0           |  |  |               | Paul Goldstein | Paul Goldstein | 1             | 3             |   |   |              |              |              |              |              |  |
|  | 6                | Oliver Gross     | Oliver Gross     | 6           | 6           |  |  | 6             | Oliver Gross   | Oliver Gross   | 6             | 6             |   |   |              |              |              |              |              |  |
|  |                  | Joshua Eagle     | Joshua Eagle     | 2           | 2           |  |  |               |                |                |               |               |   |   |              |              |              |              |              |  |